# ليزلي فيليبس
ليزلي فيليبس (بالإنجليزية: Leslie Phillips)‏ (و. 1924 – م) هو ممثل، وممثل صوت، وكاتِب، من المملكة المتحدة، ولد في توتنهام.

## الخدمة العسكرية
خدم في الجيش البريطاني.

## جوائز
حصل على جوائز منها:
- قائد وسام الامبراطورية البريطانية (2008)
- نيشان الامبراطورية البريطانية من رتبة ضابط (1998).

## وصلات خارجية
- ليزلي فيليبس على موقع IMDb (الإنجليزية)
- ليزلي فيليبس على موقع روتن توميتوز (الإنجليزية)
- ليزلي فيليبس على موقع ألو سيني (الفرنسية)
- ليزلي فيليبس على موقع ميوزك برينز (الإنجليزية)
- ليزلي فيليبس على موقع أول موفي (الإنجليزية)
- ليزلي فيليبس على موقع قاعدة بيانات الأفلام السويدية (السويدية)
- ليزلي فيليبس على موقع إن إن دي بي (الإنجليزية)
- ليزلي فيليبس على موقع ديسكوغز (الإنجليزية)
- ليزلي فيليبس على موقع قاعدة بيانات الفيلم (الإنجليزية)
- ليزلي فيليبس على موقع كينوبويسك (الروسية)